# Ed Alleyne-Johnson
Pour les articles homonymes, voir Alleyne.
Ed Alleyne-Johnson est un violoniste britannique.

## Biographie
Originaire de Liverpool, il rentre à l'Université d'Oxford à tout juste 20 ans afin d'étudier l'art. C'est là-bas qu'il s'intéresse un peu plus à la musique et notamment au violon électrique. Quelques années plus tard, il décide de mettre un trait sur ses études afin de se concentrer uniquement au violon électrique.
En 1988, Ed Alleyne-Johnson rencontre Justin Sullivan, le leader du groupe de rock New Model Army qui lui propose de collaborer sur la chanson Vagabonds qui se situe sur l'album Thunder and Consolation.
Depuis, il compose des albums solo qui lui offriront des succès modestes.

## Discographie

### Albums Solo
- Purple Electric Violin Concerto (1992)
- Ultraviolet (1994)
- Purple Electric Violin Concerto II (2001)
- Echoes (2004)
- Reflections (2006)
- Symphony (2008)
- Arpeggio (2011)
- Purple Electric Violin Concerto – 20th Anniversary Special Edition (2012)
- Pluto (2017)

### Albums coécrits
- Fly Before Dawn (1995)
- 2020 Vision (1998)